# 2008년 하계 올림픽 에스토니아 선수단
2008년 하계 올림픽 에스토니아 선수단은 2008년 8월 8일부터 8월 24일까지 중화인민공화국 베이징에서 열린 2008년 하계 올림픽에 참가한 올림픽 에스토니아 선수단이다.

## 메달 집계

### 메달리스트
금메달
- 게르드 칸테르(육상 남자 원반던지기)

은메달
- 위리 얀손, 터누 엔드렉손(조정 남자 더블스컬)

## 같이 보기
- 2008년 하계 올림픽